# Diga di Gönen
La diga di Gönen è una diga della Turchia. Si trova nella provincia di Balıkesir.